# Domus Faustae
La Domus Faustae era una ricca abitazione del Laterano, nell'antica Roma, la cui proprietà è stata attribuita dagli storici, senza certezza assoluta, a Fausta, moglie dell'imperatore Costantino I; si trovava nel settore orientale del Celio, nella II regione augustea.
La Domus Faustae è citata una sola volta, nel 313. Potrebbe essere stata una parte della Domus Lateranorum, che continuò poi a esistere separatamente.
Nel 1959, in occasione della costruzione del palazzo dell'INPS in via dell'Amba Aradam a Roma, fu ritrovato un complesso che è talvolta identificato con la Domus.

## Descrizione

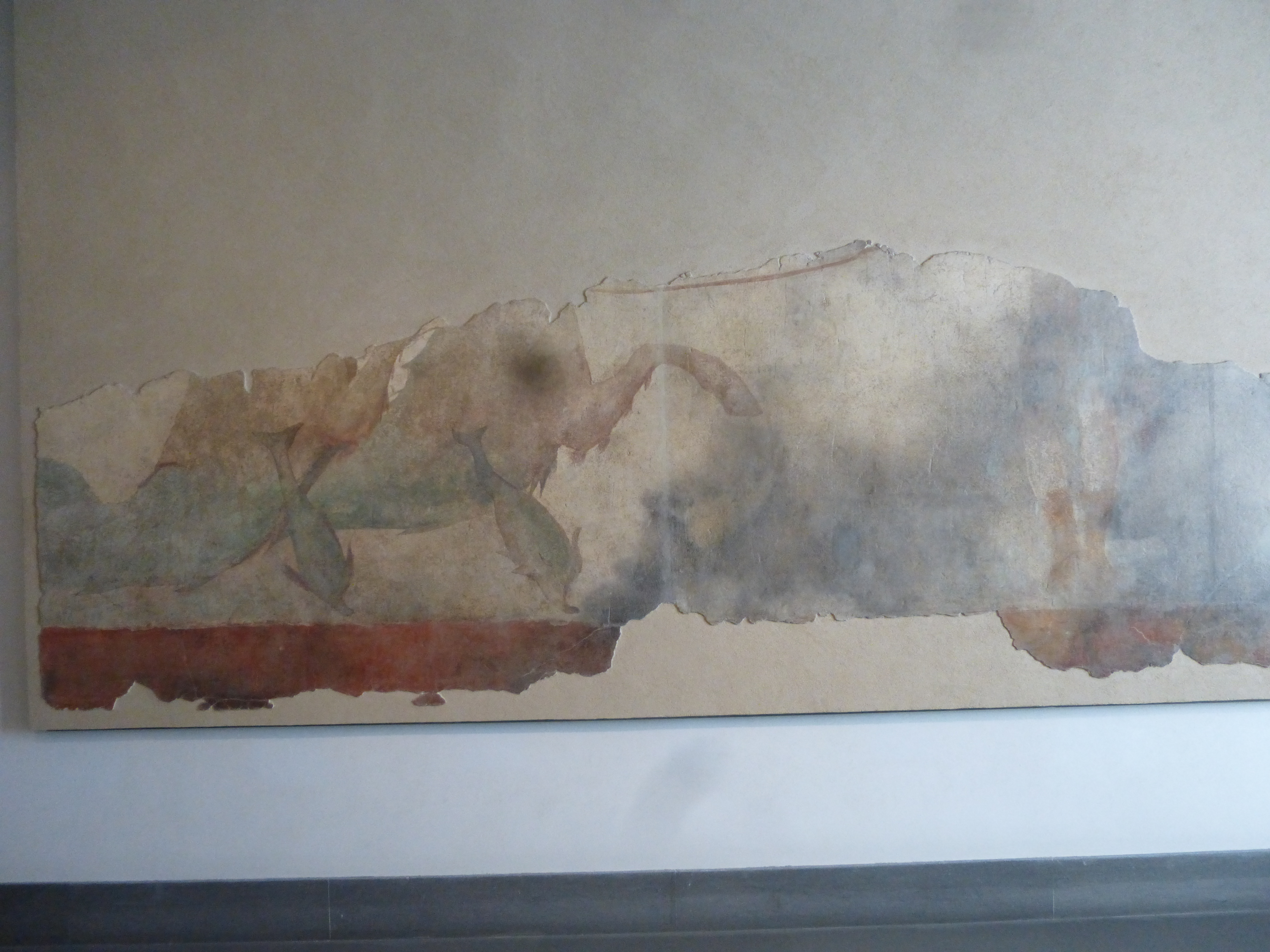
Una delle megalografie ritrovate nell'edificio sotto il palazzo dell'INPS e conservate al Museo Nazionale Romano

L'edificio conobbe più fasi costruttive; in origine il sito, posto sul lato meridionale del Celio, presentava un ripido pendio, per cui fu necessario realizzare terrazzamenti.
Nel I secolo, su due livelli diversi, furono edificate due residenze patrizie, delle quali una è visibile negli scavi monumentalizzati sotto la sede INPS, a 10 m sotto il piano stradale attuale. Questa domus possedeva muri in opus reticulatum; le pareti erano affrescate con affreschi di notevole pregio: gli affreschi sono stati staccati e sono esposti all'interno del palazzo INPS.
Alla fine del III secolo le due domus furono unite e parzialmente interrate e sopra di esse fu edificata una nuova grande domus, che fu completata al principio del IV secolo. Di essa, probabilmente misurante 60 x 40 m, rimane un corridoio lungo 27 m terminante con un'esedra (probabilmente dopo l'esedra proseguiva un altro corridoio identico al primo), con finestre probabilmente affacciate su un giardino, realizzato in mattoni. Gli affreschi del periodo costantiniano, raffiguranti personaggi a dimensioni maggiori del vero, sono stati staccati e portati al Museo nazionale romano di palazzo Massimo.